# 小森德尔巴赫
小森德尔巴赫是德国巴伐利亚州的一个市镇。总面积7.50平方公里，总人口1519人，其中男性747人，女性772人（2011年12月31日），人口密度203人/平方公里。